# 35. Tarnowska Nagroda Filmowa
35. Tarnowska Nagroda Filmowa – odbyła się w dniach 5-12 czerwca 2021 roku.

## Filmy konkursowe

### Konkurs główny
- 25 lat niewinności. Sprawa Tomka Komendy – reż. Jan Holoubek
- Interior – reż. Marek Lechki
- Jak najdalej stąd – reż. Piotr Domalewski
- Każdy ma swoje lato – reż. Tomasz Jurkiewicz
- Magnezja – reż. Maciej Bochniak
- Niepamięć – reż. Christos Nikou
- Ostatni komers – reż. Dawid Nickel
- Sole – reż. Carlo Sironi
- Sweat – reż. Magnus von Horn
- Śniegu już nigdy nie będzie – reż. Małgorzata Szumowska, Michał Englert
- Wolka – reż. Árni Ólafur Ásgeirsson
- Zabij to i wyjedź z tego miasta – reż. Mariusz Wilczyński

### Konkurs „Kino Młodego Widza”
- Foczka Flo, odc. Flo i prawdziwy wypoczynek – reż. Mateusz Jarmulski
- Kosmiczny wykop, odc.:
  - 8 – reż. Bartosz Kędzierski
  - 17 – reż. Bartosz Kędzierski
  - 22 – reż. Bartosz Kędzierski
  - 24 – reż. Bartosz Kędzierski
- Kotek Mamrotek, odc. Superbohater – reż. Kacper Dudek
- Ole Śpijsłodko – reż. Joanna Jasińska-Koronkiewicz
- Opowiadania z piaskownicy, odc.:
  - Fryzjer – reż. Ewelina Stefańska
  - Narty – reż. Paweł Prewencki
  - Okulary – reż. Paweł Czarzasty
  - Osa – reż. Paweł Prewencki
  - Tatuaż – reż. Ewelina Stefańska
  - Zęby – reż. Robert Turło
- Pamiętnik Florki, odc.:
  - Ktoś inny – reż. Agata Mikina
  - Medal – reż. Agata Mikina
  - Superbohaterowie – reż. Marta Stróżycka
- Rodzina Treflików, odc. Powrót synka – reż. Marek Skrobecki
- Toru Superlis, odc.:
  - Kraken – reż. Piotr Szczepanowicz
  - Zawierucha – reż. Piotr Szczepanowicz
- Żubr Pompik, odc.:
  - Melancholia łosia – reż. Szymon Adamski
  - Żubrzo jest – reż. Marzena Nehrebecka

## Skład jury
- Juliusz Machulski – reżyser, przewodniczący jury
- Natalia Grzegorzek – producentka filmowa
- Łukasz Gutt – operator filmowy
- Ola Salwa – dziennikarka miesięcznika „Kino”
- Atanas Valkov – kompozytor
- Justyna Wasilewska – aktorka

## Laureaci

### Konkurs główny
- Nagroda Grand Prix – Statuetka Maszkarona:
  - Zabij to i wyjedź z tego miasta – reż. Mariusz Wilczyński

- Nagroda Jury Młodzieżowego – Statuetka Kamerzysty:
  - Zabij to i wyjedź z tego miasta – reż. Mariusz Wilczyński

- Nagroda publiczności – Statuetka Publika:
  - 25 lat niewinności. Sprawa Tomka Komendy – reż. Jan Holoubek

- Nagrody specjalne jury:
  - Magdalena Koleśnik – za główną rolę w filmie Sweat
  - Dawid Nickel – za maksymalne wykorzystanie możliwości mikrobudżetu i imponujący debiut (Ostatni komers)

- Nagroda za całokształt twórczości – Statuetka „Szczęścior”:
  - Wojciech Marczewski

### Konkurs „Kino Młodego Widza”
- Nagroda Jury Dziecięcego – Statuetka „Maszkaronek”:
  - Pamiętnik Florki, odc. Superbohaterowie – reż. Marta Stróżycka